# علامت صفر
در محاسبات معمولی، عدد صفر علامتی ندارد، به طوری که هردو عدد 0+ و 0- معادل و صفر هستند. با این حال، در محاسبات، برخی از نمایش‌های اعداد اجازه وجود دو صفر را می‌دهند که اغلب با 0+ (صفر مثبت) و 0- (صفر منفی) نشان داده می‌شوند، که توسط عملیات مقایسه عددی دو صفر برابر هستند اما با رفتارهای متفاوت ممکن در عملیات‌های خاص. این در نمایش‌های اعداد علامت‌دار قدر و مکمل یک‌ها برای اعداد صحیح و در بیشتر نمایش‌های عدد ممیز شناور رخ می‌دهد. عدد 0 معمولاً به صورت 0+ کدگذاری می‌شود، اما همچنان می‌توان آن را با 0- و یا خود عدد 0 نیز نشان داد.

## منبع
- https://en.wikipedia.org/wiki/Signed_zero